# Rádiový orientační běh

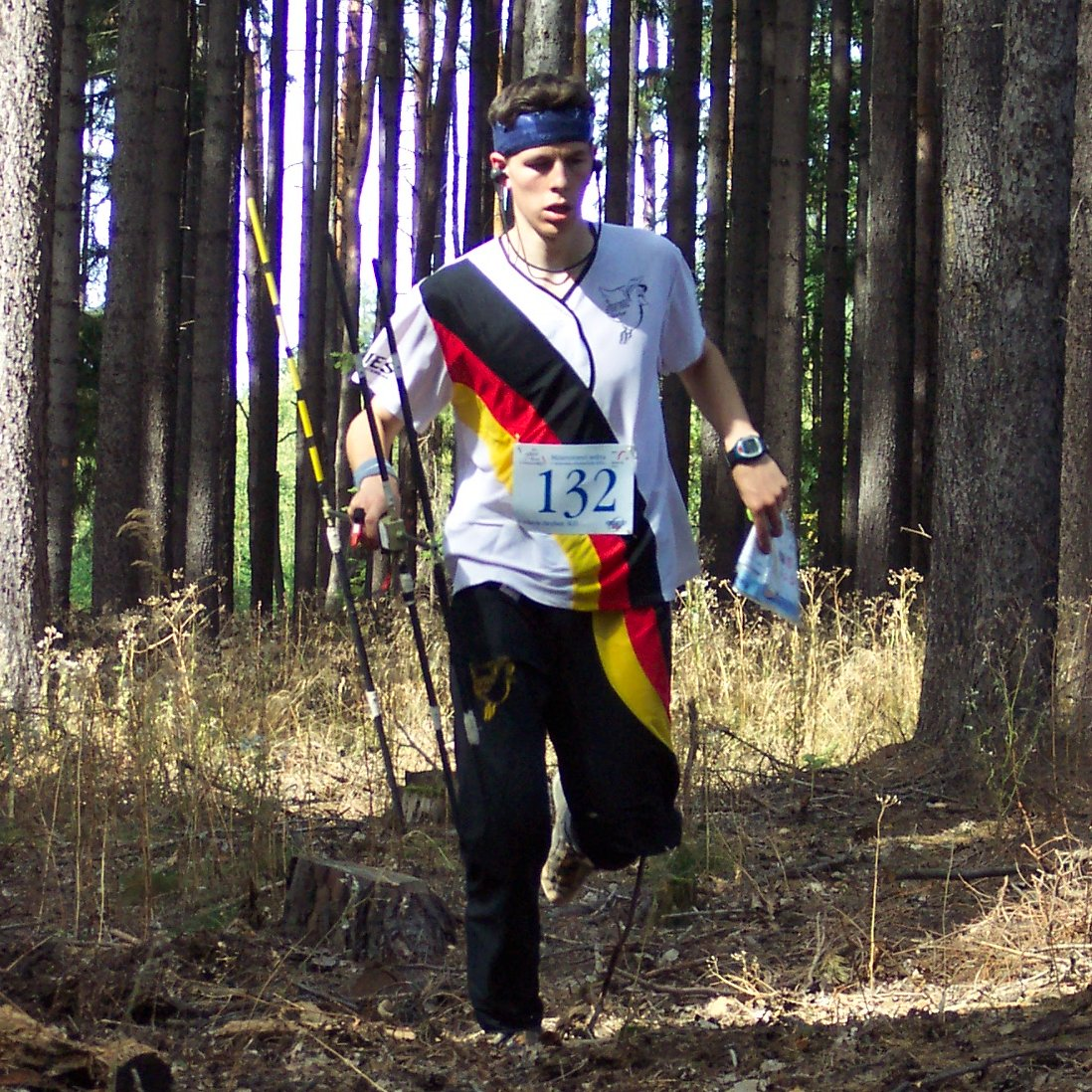
Rádiový orientační běh

Rádiový orientační běh (dříve Hon na lišku, zkratkou ROB nebo ARDF – z anglického Amateur Radio Direction Finding) je radioamatérský sport velice podobný „klasickému“ orientačnímu běhu, ale závodník na startu nemá v mapě zakreslené kontroly. Kontroly jsou v tomto případě rádiové vysílače, které musí závodník během závodu zaměřit a vyhledat pomocí rádiového přijímače. K tomu může použít i mapu nebo buzolu, naopak nesmí použít žádné komunikační nebo navigační zařízení (mobil, Global Positioning System)

## Princip
Závody jsou většinou dvoukolové. Jeden závod probíhá s vysílači/přijímači v pásmu vlnové délky 80m (KV – 3,5 MHz), druhý v pásmu 2m (VKV – 144 MHz). Pro každé pásmo je specifický jiný druh šíření a odrážení elektromagnetických vln, proto i rádiové přijímače a taktika zaměřování a vyhodnocování je jiná. V pásmu 80m (krátké vlny) se signál šíří téměř přímo, nedochází k tak razantním ohybům, odrazům a únikům signálu jako v pásmu 2m (velmi krátké vlny).
Jednotlivé vysílače (kontroly) vysílají na jedné společné frekvenci v minutových intervalech a v pětiminutových cyklech svou identifikaci morseovou abecedou:
- 0:00–0:59 vysílá kontrola č. 1 znak MOE (--/---/.)
- 1:00–1:59 vysílá kontrola č. 2 znak MOI (--/---/..)
- 2:00–2:59 vysílá kontrola č. 3 znak MOS (--/---/...)
- 3:00–3:59 vysílá kontrola č. 4 znak MOH (--/---/....)
- 4:00–4:59 vysílá kontrola č. 5 znak MO5 (--/---/.....)
- 5:00–5:59 vysílá opět kontrola č.1

Na základě zaměření z několika bodů (např. při vyhledávání kontroly č. 2 si závodník průběžně zaměřuje i kontroly č. 4 a č. 5) vyhodnocení síly signálu, mapových podkladů si závodník sám určí pořadí vyhledávání jednotlivých kontrol. Po vyhledání všech předepsaných kontrol závodník přeladí přijímač na speciální frekvenci, kde vysílá trvale bez přerušení tzv. maják znak MO (--/---) u kterého se nachází cíl závodu. Počet vyhledaných předepsaných kontrol a čas v cíli pak určuje konečné pořadí.
Počet kontrol, který závodník vyhledává, je určen zařazením do věkové kategorie a úrovní závodu. Na okresních přeborech je to většinou méně než na celorepublikových. To vždy určuje pořadatel soutěže na základě rozpětí daného pravidly.

## Kategorie
Závodníci jsou do kategorií rozděleni podle pohlaví a roku narození, každopádně závodník se může rozhodnout startovat v kategorii určené starším / mladším závodníkům až do kategorie MD20. Závody dlouhá a noční trať nicméně nejsou vypisovány pro mladší kategorie z důvodu bezpečnosti.
Kategorie se během let výrazně měnily, zpočátku existovala pouze jedna kategorie, v roce 1973 vznikly kategorie žen a juniorů, v roce 1975 přibyli veteráni nad 40 let.
Na počátku 21. století existovala souběžně s kategorii M20 elitní kategorie, tzv. M20E, ve které běhali nejlepší závodníci dle umístění v národním žebříčku. Nicméně díky klesajícímu počtu mužů došlo v roce 2007 k jejímu zrušení.
K poslední změně (2023) došlo 1. ledna 2020 s vydáním nových pravidel ROB.
| Mužské kategorie věk kategorie | Mužské kategorie věk kategorie | Ženské kategorie věk kategorie | Ženské kategorie věk kategorie |
| ------------------------------ | ------------------------------ | ------------------------------ | ------------------------------ |
| 10 – 12 let                    | M12                            | 10 – 12 let                    | D12                            |
| 12 – 14 let                    | M14                            | 12 – 14 let                    | D14                            |
| 14 – 16 let                    | M16                            | 14 – 16 let                    | D16                            |
| 16 – 19 let                    | M19                            | 16 – 19 let                    | D19                            |
| 20 let a víc                   | M20                            | 20 let a víc                   | D20                            |
| 40 – 49                        | M40                            | 35 – 44                        | D35                            |
| 50 – 59                        | M50                            | 45 – 54                        | D45                            |
| 60 – 69                        | M60                            | 55 – 64                        | D55                            |
| 70 a více                      | M70                            | 65 a více                      | D65                            |

## Druhy závodů
- Závod na klasické trati v pásmu 3.5 MHz
- Závod na klasické trati v pásmu 144 MHz
- Závod na krátké trati v pásmu 3.5 MHz
- Závod na krátké trati v pásmu 144 MHz
- Závod na dlouhé trati – kombinace obou pásem s určitým místem výměny přijímačů
- Závod ve sprintu – sestává z okruhu pomalých kontrol, divácké kontroly, okruhu rychlých kontrol a majáku, běhaný v pásmu 3.5 MHz
- Závod ve foxoringu – používají vysílače s nízkým výkonem, které je slyšet v okruhu jen několika desítek metrů. Závodník musí najít oblast pokrytí signálem pouze za pomoci mapy (je vyznačena plocha přibližného pokrytí signálem) a konečné dohledání kontroly už provede klasicky přijímačem. Pro tuto variantu se používá pásmo 3.5 MHz
- Závod štafet – sestává ze tří na sebe navazujících úseků, které běží jednotliví závodníci. Cílový čas je poté součtem všech časů.[1]

## Mezinárodní úspěchy českého ROB
Nejvyšší soutěží v ROB je Mistrovství světa, pořádané pod záštitou mezinárodní asociace radioamatérů IARU. Druhou největší soutěží je příslušné kontinentální mistrovství, pro ČR se jedná o Mistrovství Evropy.
- 2004 – pořádáni Mistrovství světa v ČR
- 2015 – pořádání Mistrovství Evropy v ČR
- 2018 – pořádání Mistrovství světa žáků a dorostenců v ČR
- 2023 – pořádání Mistrovství světa v rádiovém orientačním běhu

## Historie
Počátek tohoto sportu sahá do dvacátých let minulého století, kdy se na Bodamském jezeře konaly závody plachetnic. Na cíl se plachetnice naváděly radiovým signálem.
První oficiální soutěž v ROB v Československu se uskutečnila 14. června 1959 v Praze-Kobylisích. Zúčastnilo se ji 15 účastníků (včetně rozhodčích) v pásmu 3,5 MHz. 
Během roku 1960 se pravidelně začaly organizovat soutěže od okresních přeborů až po Mistrovství republiky. První Mistrovství ČSSR se uskutečnilo 29. 9. – 2.10. 1960 v Klánovicích u Prahy, kterého se zúčastnilo 16 závodníků.
K největšímu rozšíření tohoto sportu došlo v 70. a 80. letech minulého století, především zásluhou organizace Svazarm, která chtěla do svých řad přitáhnout mladou generaci. Závody i pravidla se od současné podoby značně lišily. Vysílače vysílaly trvale každý na jiné frekvenci. Závodníci až na výjimky nepracovali s mapami a veškeré zaměřování prováděli pouze s přijímačem. Později se pro zvýšení nároků na závodníky rozdělilo vysílání do pětiminutových cyklů. Posléze došlo ke sjednocování s mezinárodními pravidly a vysílače začaly vysílat na jediné frekvenci po celou dobu závodu.
Dříve se také pro označení nalezené kontroly do závodníkova průkazu používaly barevné fixy (pro každou kontrolu jiná barva) zavěšené na anténách vysílače, čímž závodník v cíli prokazoval, že dané kontroly opravdu našel. Později fixy nahradily razicí kleště (známé z klasického orientačního běhu) a nyní se používají bezkontaktní čipy.

## Varianty
Pořádají se i speciální druhy soutěží, které rozšiřují možnosti základního principu soutěže. Například je možno použít více než 5 vysílačů (vysílače vysílají na více frekvencích).
Zajímavé jsou také závody, kdy vzdálenost mezi vysílači je tak velká, že je možno a doporučuje se použít dopravní prostředek (automobil, kolo, motorka). V Praze se pravidelně před Vánoci pořádá tzv. „Praha liška“, kdy jsou vysílače rozmístěny po celé Praze a závodník může využit jakéhokoliv prostředku (včetně MHD).
Častý je také tzv. handicap, kdy se startuje v pořadí a s odstupy, podle toho, jaké časy závodníci získali v závodě v předchozím pásmu. Do cíle tak dobíhají závodníci přesně v takovém pořadí, jaké je pak jejich konečné umístění. Tato variace se občas používá i v oficiálních mistrovských závodech.

## Průběh závodu
Vzorový průběh závodu v ROB, pásmo 3,5 MHz (80ka), klasická trať:

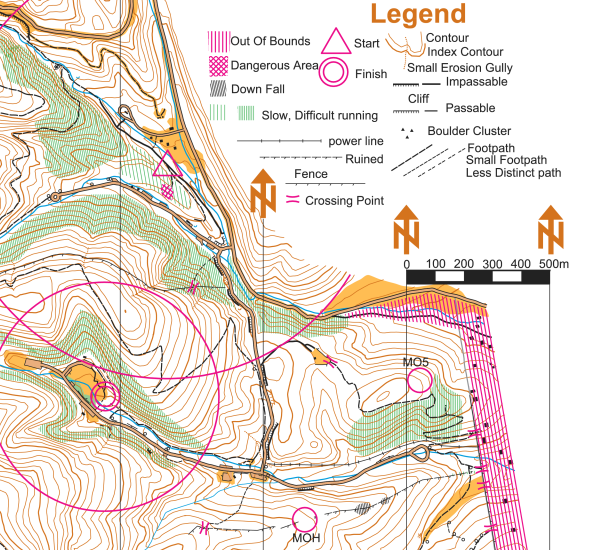
Mapa s pozicí kontrol. Na mapě závodníka se samotné kontroly (s výjimkou majáku) nenachází.

- Start: Závodník vystartuje na pokyn startéra/startovních hodin do startovního koridoru, začíná zaměřovat první kontrolu (obvykle kontrola číslo jedna) a snaží se  v průběhu následujících minut dostat co nejdále z tzv. startovního kolečka, které značí pásmo bez kontrol, většinou pokračuje ve směru startovního koridoru, jelikož ten by ho měl navádět přibližně ve směru první kontroly. Někteří stavitelé ale startovní koridory záměrně směřují jinam (na blízký kopec kvůli rozměření kontrol, či jen do různých směrů pro rozptýlení závodníků do prostoru).
- Konec relace: Ke konci relace si závodník dělá na své mapě čáru ve směru záměru kontroly, tzv. zákres. Následně stejným způsobem měří a kreslí ostatní kontroly.
- Pořadí: Dle hlasitosti signálu, pozice a zákresů se závodník snaží rozmyslet si pořadí, v kterém bude kontroly vyhledávat.
- Běh na první kontrolu: Závodník se snaží co nejrychleji doběhnout na svou první (náběhovou) kontrolu, mimo její relaci pokračuje dle buzoly na rádiu. Při běhu neustále měří ostatní kontroly a dělá další zákresy – průsečíky zákresů ukazují předpokládané pozice kontrol.
- Kontrola: Při doběhu na kontrolu závodník svým značkovacím zařízením (papírová karta, čip Sportident) značí průběh kontrolou a pokračuje na ostatní kontroly.
- Maják: Po oražení poslední kontroly závodník přelaďuje rádiový přijímač na frekvenci majáku (cílové kontroly, která vysílá bez přerušení) a snaží se co nejrychleji doběhnout na maják. Jeho pozice je též uvedena v mapě.
- Cíl: Po oražení majáku závodník pokračuje cílovým koridorem do cíle, kde mu je zastaven čas (v případě čipu elektronicky)
- Vyčítání výsledků: V případě papírových karet pořadatel ručně spočítá čas a zkontroluje oražení, jinak jsou výsledky zpracovány elektronicky (programy typu Závody ROB, či OCM).

## Významné české osobnosti ROB
- Mojmír Sukeník
- Karel Koudelka
- Jiří Mareček
- Karel Fučík
- Jitka Šimáčková
- Miroslav Vlach
- Petr Hrouda
- Vít Pospíšil
- Michal Voráček
- Luboš Winter
- Marcela Šrůtová
- Jiří Pavlů
- Pavlína Dědková
- Antonín Blomann
- Karel Javorka
- Jakub Šrom